# Victor Osimhen
Victor James Osimhen (Lagos, 29 de dezembro de 1998) é um futebolista nigeriano que atua como centroavante. Atualmente, joga pelo Galatasaray.

## Carreira
Iniciou sua carreira na Ultimate Strikers Academy, com sede em Lagos, Nigéria. Em janeiro de 2016, depois ter se destacado por suas atuações na Copa do Mundo Sub-17 da FIFA 2015, assinou um pré-contrato com o Wolfsburg, estipulando que ele se juntaria oficialmente ao clube em janeiro de 2017.

### Wolfsburg
Em 5 de janeiro de 2017, Osimhen assinou oficialmente um contrato de três anos e meio com o clube, que durou até junho de 2020.
Com uma lesão na sua chegada, Em 13 de maio, Osimhen estreou na Bundesliga pelo Wolfsburg, substituindo aos 59 minutos no empate por 1 a 1 com o Borussia Mönchengladbach.
Osimhen também chegou na semana seguinte, em um empate decisivo contra o Hamburger SV, no que foi a última jornada da Bundesliga de 2016–17. Ele substituiu o zagueiro Sebastian Jung pelo placar empatado em 1 a 1, e Hamburgo marcou um vencedor tardio para passar Wolfsburg na tabela, enviando Wolfsburg para um playoff de rebaixamento com Eintracht Braunschweig. 
Osimhen estava no elenco dos dois jogos, recebendo uma participação especial no final da segunda mão, com a participação do Wolfsburg na próxima Bundesliga confirmada, pois venceu por 2–0 no total.

### Charleroi
Dado ao seu pouco espaço na equipe alemã, Victor foi emprestado ao Charleroi com opção de compra ao fim da época 2018–19. Na equipe, o atacante destacou-se demasiadamente marcando 20 gols em todas as competições e levando o clube a disputar uma vaga na Liga Europa.
Nos jogos de semifinal e final, o jogador marcou três gols, sendo dois no primeiro onde a equipe vencera o KV Kortrijk por 2–1. Na decisão, contra o Royal Antwerp, Osimhen abriu o placar já no primeiro minuto de jogo, mas viu a equipe adversária conseguir reverter o placar ao longo dos 90 minutos e conquistar a vaga pelo placar de 3–2.
A fase goleadora do nigeriano fez com que a equipe exercesse sua opção de compra. Todavia, mesmo após comprado, seu destaque levou ao Lille oferecer uma proposta pelo jogador mesmo depois do time belga já tê-lo comprado. Assim, com o acordo entre as partes, o atacante deixou a Bélgica para rumar à França após 20 tentos em 36 partidas.

### Lille

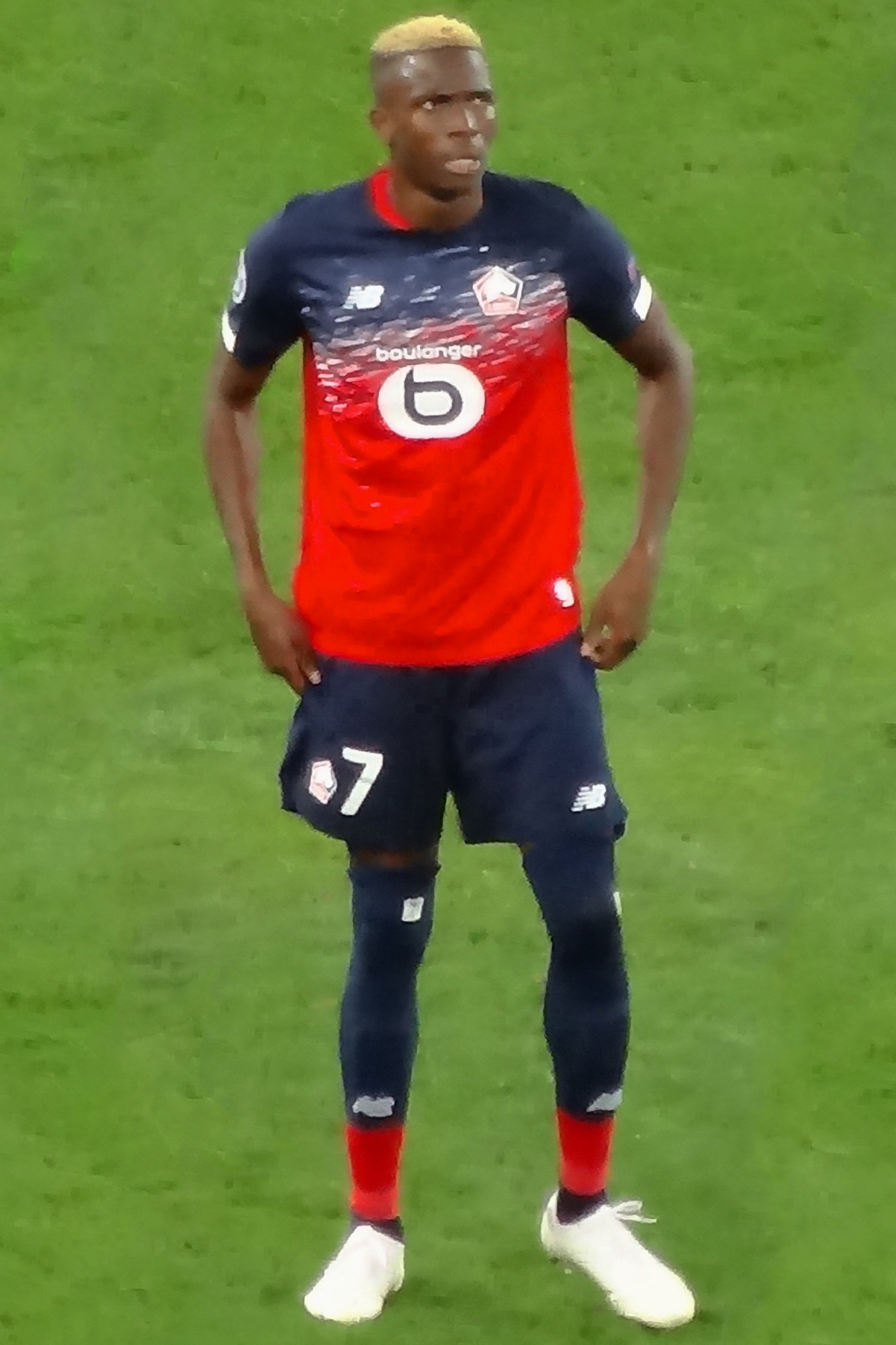
Osimhen em 2019.

Em julho de 2019, ele assinou com o Lille.
Em 11 de agosto de 2019, Osimhen estreou na Ligue 1 com o Lille, marcando um gol contra o Nantes. A partida terminou 2 a 1 a favor do Lille.
Em outubro de 2019, ele se tornou 'Jogador do mês' na Ligue 1. O nigeriano obtinha destaque na equipe francesa, apanhando o espaço do camisa 9 titular Loïc Rémy, um dos nomes experientes da equipe comandada por Christophe Galtier.
Em 14 de agosto de 2019, o treinador da Nigéria, Gernot Rohr, convidou Osimhen para um amistoso contra a Ucrânia, disputado em 10 de setembro de 2019 no Dnipro Arena, na Ucrânia, que terminou em um empate por 2–2. Ele também foi incluído no time dos Super Eagles para enfrentar o Brasil em um amistoso em Singapura no dia 13 de outubro de 2019.
Ao todo, Victor fizera somente uma época com as cores do Lille. Na França, foi um dos destaques do time e foi um dos principais do time francês formado por futuras estrelas. Entre os nomes que se consolidariam futuramente, o nigeriano também foi parceiro de campo de Mike Maignan e Gabriel Magalhães. Juntos, o clube conquistara importantes resultados, com o centroavante marcando gols nas principais equipes do Campeonato, e o clube obtivera a quarta 4ª na Liga. Na ocasião, a França estava sendo assolada pela Pandemia de COVID-19 e cancelou a Competição antes da rodada final.
Nas Copas, o jogador tivera um desempenho regular. Tanto na Copa Nacional quanto na Copa da Liga, o Lille tivera apenas três partidas, com o jogador marcando gol contra o ESM Gonfreville na primeira competição e diante o Monaco e o Amiens na segunda. Após marcar gols nos dois primeiros jogos da Copa da França, o time foi eliminado diante o Lyon pela semifinal nas penalidades. Nas cobranças, o nigeriano acertou o seu chute no gol defendido por Ciprian Tătărușanu.

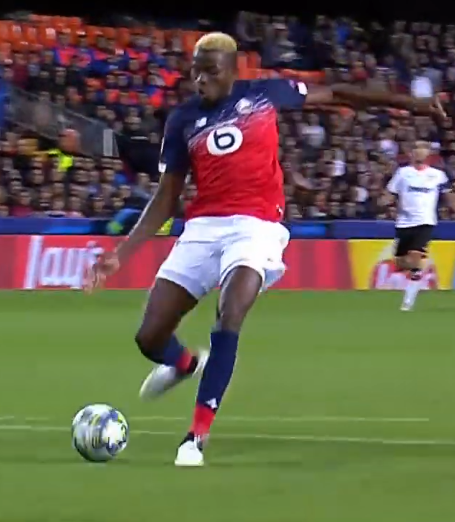
Osimhen prestes a marcar um gol contra o Valencia na Liga dos Campeões.

O jogador tivera a oportunidade de disputar a Liga dos Campeões da UEFA de 2019–20, mas lá participou apenas da Primeira Fase, pois a equipe não somou pontos o suficiente para rumar nem à Liga Europa da UEFA. Em tais partidas, o time perdeu cinco jogos, tendo empatado o terceiro jogo contra o Valencia. Dos únicos quatro gols que o clube francês fizera nas partidas, Osimhen foi responsável por metade deles, já que marcou contra o Chelsea e o Valencia em uma das derrotas da equipe na Fase de Grupos.
Ao todo, o jogador africano marcou 18 vezes em 38 partidas; desses tentos, 13 ocorreram na Ligue 1, deixando-o apenas a cinco gols de empatar com os artilheiros Wissam Ben Yedder e Kylian Mbappé. Mas tais bolas na rede fizeram com que ele empatasse com o craque brasileiro Neymar na mesma lista de goleadores.

### Napoli

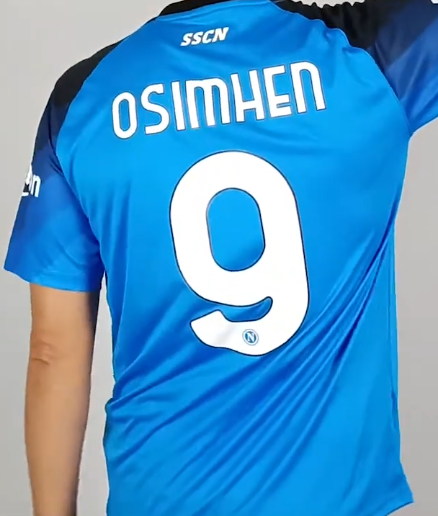
Osimhen assumiu a camisa 9 já em sua primeira temporada no Napoli.

No dia 31 de julho de 2020, Osimhen foi oficializado como reforço do Napoli. O time italiano desembolsou cerca de 70 milhões de euros para ter o nigeriano em seu plantel, assinando contrato até 2025. Estreou no dia 20 de setembro de 2020, em duelo contra o Parma pelo Campeonato Italiano. Marcou seu primeiro gol pelo clube italiano em 17 de outubro de 2020, na goleada por 4–1 sobre a Atalanta.
Seu começo no Napoli foi muito incerto. Nas primeiras sete rodadas, o nigeriano marcou apenas diante a Atalanta e o Bologna, mas lesionou-se no ombro contra esse último time e precisou passar por uma cirurgia que o tirou de diversos meses dos gramados. Enquanto ainda se recuperava, o jogador foi acometido pelo Coronavírus e ficou ainda mais tempo sem estar com o clube que o contratara. Na ocasião, ele havia retornar à Nigéria para passar as festas de fim de ano, tendo sido flagrado nas comemorações. Ao ser infectado com o vírus, e com isso adiando o seu retorno ao futebol italiano, o africano desculpou-se pelo ocorrido em um vídeo publicado em suas redes sociais.
Ao retornar, na 19ª rodada, tivera apenas seis partidas até se lesionar novamente. Quando disputava a semifinal da Copa da Itália de Futebol, em uma dividida com um defensor da Atalanta, o jogador tivera um forte choque em sua cabeça ao cair no chão. Isso fez com que ele sofresse um traumatismo craniano e se ausentasse novamente dos gramados. Ao apito final, o clube foi eliminado da competição.
Ele só conseguira ter uma sequência livre de lesões a partir do terceiro mês de 2021, onde já voltou aos gramados acertando no gol do Bologna em uma vitória por 3–1. Posteriormente, marcou mais gols importantes contra times tradicionais, como Lazio, Torino e um doblete contra o Spezia Calcio, e concluiu o Campeonato Italiano com 10 gols em 24 partidas.
Pelo Campeonato Italiano de 2021–22, o jogador tivera uma rodada inicial ruim. Com apenas 23 minutos de jogo, o nigeriano foi expulso de campo após acertar um jogador adversário na grande área em um escanteio para sua equipe diante o Venezia. Quando retornou, tivera um início bom de época. Nas dez primeiras rodadas, onde fizera nove jogos, marcou cinco vezes, com destaque para seu doblete contra a Sampdoria, e viu o clube garantir-se na primeira colocação da Liga Italiana.

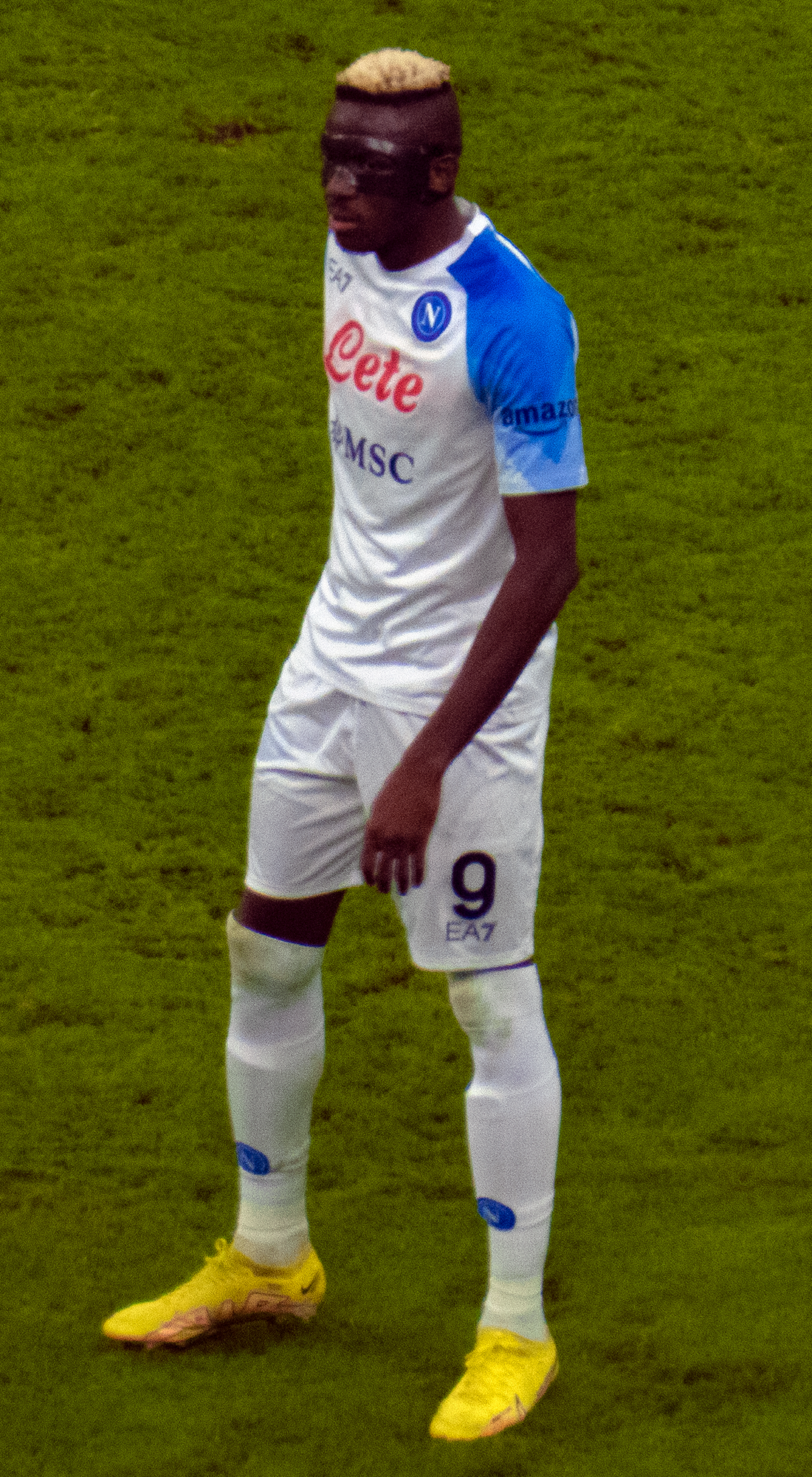
Osimhen em 2023 usando a máscara no rosto.

Em 21 de novembro de 2021, enquanto participava de um jogo contra a Inter de Milão, Osihmen passou por uma situação que o marcara para sempre no futebol. Aos 50 minutos de jogo, o atleta sofreu uma lesão após tentar cabecear a pelota para o gol. Piotr Zieliński havia cruzado, e Victor subiu para alcançar o objeto esférico, mas o defensor do time de Milão, Milan Škriniar, repetiu o movimento para impedir o ataque promissor do time adversário e percebeu o camisa 9 do time cabecear a sua nuca na tentativa de marcar um gol. O atacante, após o impacto, caiu no gramado e sofreu fraturas multi-fragmentárias e deslocações no osso malar, do arco e do punho zigomático, do pavimento e da parede lateral da órbita e da diástase da sutura fronto-zigomática.
Ele foi substituído e passaria por uma cirurgia que o tiraria dos campos por um tempo estimado de três meses, mas conseguiu retornar antes do previsto. Além do dano, o africano tivera de utilizar uma máscara na região fraturada por precaução. Tal situação fizera com que o goleador ficasse caracterizado por jogar com isso no rosto, uma situação similar ao ex-goleiro Petr Čech, que usava um capacete após uma lesão na cabeça enquanto jogava pelo Chelsea.
Ao retornar, conseguiu ter um desempenho regular. A equipe continuava na briga pelo título, mas a saída do centroavante da equipe fizera com que eles perdessem pontos importantes no percurso. Com ele de volta, a equipe chegou a liderar o Campeonato novamente por uma rodada, mas tão logo foram ultrapassados pelos futuros campeões, o Milan, e concluíram a tabela com a 3ª colocação. Victor, por sua vez, conseguiu alcançar a marca de 14 gols em 27 partidas na Série A. Seu bom desempenho fizera com que ele vencesse o prêmio de Melhor Jogador Jovem do Campeonato.
Na temporada 2022-23, Osimhen foi o artilheiro do campeonato, com 26 gols. Ele foi absoluto nos momentos mais decisivos da temporada. O atacante nigeriano conseguiu uma sequência de 17 gols marcados em 15 rodadas, sendo 10 tentos em oito consecutivas. Osimhen foi uma das principais peças que fizeram com que o clube de Nápoles conquistasse o campeonato italiano daquela temporada, encerrando um jejum de 33 anos sem conquistar a primeira divisão italiana. Junto dele, o jogador dividiu o protagonismo com o eleito "Melhor Jogador do Campeonato", Khvicha Kvaratskhelia. Ambos fizeram uma poderosa dupla e foram os atletas mais comentados no elenco italiano.
Na época 2023–24, o jogador permaneceu na equipe italiana e lá tivera um novo ano de bons números individuais. Ao longo da época, mesmo tendo passado por um cartão vermelho contra a Roma na 17ª rodada, tivera outras grandes performances, tendo marcado um hat-trick contra o Sassuolo, um doblete contra o Frosinone e outros tantos gols que o deixaram na marca dos 15 em 25 partidas. A equipe, contudo, não repetira o sucesso do título anterior e ficou apenas com a 10ª colocação na tabela.
Nas suas três primeiras temporadas, Osimhen não tivera muitas partidas significativas na Coppa Italia. De fato, a única vez que conseguiu passar do primeiro jogo foi em sua estreia, em 2021. Na ocasião, eles foram eliminados pela Atalanta na semifinal, mesmo jogo que marcou uma nova lesão no nigeriano após apenas seis jogos de retorno do seu último problema físico.
O jogador tivera a oportunidade de disputar a Supercopa da Itália duas vezes. Entretanto, não conseguiu estar em campo em nenhuma das partidas. Na primeira, deixou de estar na derrota diante a Juventus por ter contraído o Coronavírus em janeiro de 2021. Em 2024, não pôde participar da competição por estar defendendo a Nigéria no Campeonato Africano das Nações. A equipe rumou à final e lá foi derrotada pela Inter de Milão.
Na mesma época que estreara no clube italiano, o jogador teve de disputar a Liga Europa da UEFA de 2020–21. Em sua campanha, o jogador não tivera uma campanha memorável. Em apenas dois jogos, o centroavante foi expulso em partida diante a Real Sociedad na Fase de Grupos e viu o clube ser eliminado nos 16 avos pelo Granada sem que ele tivesse marcado nenhum tento. Na edição seguinte, a equipe novamente tivera de disputar a Liga Europa e o nigeriano tivera momentos mais estrelados. Já em sua estreia, fizera um doblete contra o Leicester, seguido de um gol contra o Spartak Moscow e Legia Warsaw. Os italianos passaram de Fase e padeceram diante o Barcelona na mesma etapa que foram eliminados na época anterior.
O africano também disputou a Liga dos Campeões duas vezes. Em 2022, estreou passando em branco contra o Liverpool, mas balançou as redes do Ajax. Nas Oitavas, foi essencial na classificação, pois fizera um gol no jogo de ida e um doblete na partida seguinte, classificando os italianos às quartas ao eliminar o Eintracht Frankfurt. Lá, porém, foram eliminados pelo Milan, onde o nigeriano novamente marcou um tento no jogo de volta. Pela Liga dos Campeões da UEFA de 2023–24, tivera uma performance mais regular. Ele marcou apenas dois gols: um na última rodada da Fase de Grupos contra o Sporting Clube de Braga e no jogo seguinte diante o Barcelona. Contudo, na partida de volta, os Culés eliminaram os italianos novamente.
Após a irregular temporada coletiva do Napoli em 2023–24, o jogador buscou sua saída do time italiano. Em setembro de 2023, o jogador havia se incomodado com um vídeo postado na conta oficial do clube do TikTok. No conteúdo, o clube colocou um áudio com uma voz aguda reclamando por um pênalti, retratando o mesmo pedido do atacante em uma partida; após a confirmação da penalidade, o jogador fizera sua cobrança e chutou a pelota para fora, seguido de uma risada completando o áudio. Victor sentiu-se ofendido com a publicação, e os representantes da equipe desculparam-se informando que não tinham a intenção de ofendê-lo.
Futuramente, ao abrir a janela de transferências, o jogador buscava uma mudança de equipe, mas as propostas que chegavam ao time não eram satisfatórias. O Chelsea foi o clube que chegou mais perto de contratá-lo, mas os ingleses não conseguiram oferecer nada que fosse satisfatório aos dirigentes e o jogador, que já tinha expressado sua vontade de deixar a Itália, permanecia ainda mais escanteado no clube. Eles, por sua vez, buscaram um novo nome no mercado e assinaram com Romelu Lukaku para ocupar a mesma faixa de campo de Osimhen. Os napolitanos, em sequência, não inscreveram o goleador para disputar o Campeonato Italiano de 2024–25 e o atleta tivera de aceitar uma proposta em setembro para continuar jogando futebol, mas só fizera isso depois da equipe não ter conseguido acordar nada com os principais times europeus.

### Galatasaray
No dia 4 de setembro de 2024, Victor assinou com o Galatasaray por empréstimo até o fim da época sem opção ou obrigação de compra.
Victor tivera uma estrondosa época no Galatasaray. Na Süper Lig de 2024–25, o nigeriano acumulou seis dobletes e um hat-trick, além de acumular outros tentos, e chegou a marca de 25 gols em 29 partidas e disputou o posto de artilheiro gol a gol com o polonês Krzysztof Piątek, atacante do İstanbul Başakşehir Futbol Kulübü.
Tais gols levaram o centroavante a vencer o Campeonato Turco na 36ª rodada, onde marcou seu 29ª gol. Futuramente, a equipe também comemorou a Copa da Turquia, com Osimhen marcando dois dobletes e um tento em quatro partidas. Na decisão, diante o Trabzonspor Kulübü, o africano fizera seus últimos dois gols na edição em uma vitória por 3–0.
Ao fim da Liga Turca, o nigeriano a concluiu como o artilheiro com 26 gols; atingiu também os títulos e as artilharias da Süper Lig e da Copa da Turquia.
Novamente mostrou-se muito prolífico frente ao gol adversário ao concluir a Liga Europa da UEFA de 2024–25 com seis tentos em apenas sete jogos. Destaque para seu doblete diante o futuro campeão Tottenham Hotspur Football Club na Fase de Liga em uma vitória dos turcos por 3–2. Eventualmente, o Gala foi eliminado na fase de pré-oitavas pelo Alkmaar Zaanstreek.
Concluiu a temporada com 41 partidas, 37 gols e sete assistências. Os números altos, e o desinteresse do Napoli de dar continuidade ao centroavante, levaram o Al-Hilal Saudi Football Club buscar a sua contratação. Apesar do time italiano ter aceitado a proposta de 70 milhões de euros, o jogador recusou a oferta salarial e quis permanecer em sol europeu.
No dia 30 de julho de 2025, o Galatasaray anuncioua contratação em definitivo de Osimhen. O clube turco desembolsou cerca de 75 milhões de euros (hoje R$ 483,9 milhões) para contar com o jogador. Trata-se da transferência mais cara na história do futebol da Turquia.

## Carreira Internacional
Osimhen foi membro da equipe sub-17 da Nigéria que venceu a Copa do Mundo FIFA Sub-17 de 2015 no Chile. Ele marcou 10 gols em sete jogos no torneio e ganhou os prêmios de Chuteira de Ouro e Bola de Prata. Suas performances também lhe renderam o prêmio de Jogador Jovem do Ano da CAF em 2015.
Osimhen fez sua estreia oficial pela Nigéria em uma derrota por 2 a 0 contra a África do Sul em 10 de junho de 2017. Ele ficou de fora da campanha da Nigéria na Copa do Mundo FIFA de 2018 após sua temporada inconsistente no Wolfsburg. Após um início bem-sucedido em seu empréstimo no Charleroi, ele foi convocado por Gernot Rohr para a pausa internacional de novembro de 2018, começando na vitória amistosa sobre Uganda.
Em março de 2019, Osimhen foi liberado do elenco das Super Águias para representar a seleção sub-23 da Nigéria, já que estavam perdendo por dois gols contra seu oponente líbio. Ele marcou três gols na partida de volta contra a Líbia, em Asaba.
Osimhen foi incluído na lista provisória de 25 jogadores do técnico Gernot Rohr para o torneio da Copa das Nações Africanas de 2019 no Egito e foi posteriormente incluído na lista final para o torneio. No jogo pelo terceiro lugar, ele substituiu o lesionado Odion Ighalo no intervalo na vitória por 1 a 0 da equipe sobre a Tunísia. Ele jogou um total de 45 minutos no torneio.
As Super Águias encerraram as eliminatórias da CAN de 2021 em alta, vencendo Lesoto por 3–0. No entanto, Osimhen perdeu a Copa das Nações Africanas de 2021 supostamente devido à COVID‑19, como afirmado por seu clube. Essa alegação provocou uma resposta de um advogado esportivo na Nigéria, que escreveu expressando sua consternação com a alegada intenção do clube de Osimhen, o Napoli, de privar a Nigéria dos serviços de seu atacante estrela. O proprietário do Napoli, Aurelio De Laurentiis, enfureceu muitos africanos quando disse que não iria mais contratar jogadores africanos, a menos que concordassem em assinar uma renúncia para não participar da CAN.
Osimhen começou a qualificação para as eliminatórias da Copa das Nações Africanas de 2023 em forma brilhante, ajudando a Nigéria a vencer suas duas primeiras partidas. Osimhen marcou um gol contra Serra Leoa e outros quatro gols em uma vitória por 10–0 contra São Tomé e Príncipe. O super hat-trick de Osimhen foi seu primeiro hat-trick internacional pela seleção principal das Super Águias. No jogo de volta disputado no Estádio Internacional Godswill Akpabio, em Uyo, em 10 de setembro de 2023, Osimhen marcou seu segundo hat-trick internacional na vitória da Nigéria por 6–0 contra São Tomé e Príncipe, terminando as eliminatórias da CAN de 2023 como artilheiro, com 10 gols.
Em dezembro de 2023, ele foi convocado para a CAN de 2023 na Costa do Marfim. Ele marcou um gol na partida de abertura contra Guiné Equatorial, que terminou em empate por 1–1.

## Estatísticas
Atualizadas até 28 de abril de 2024.
Clubes
| Equipe            | Temporada         | Campeonato nacional | Campeonato nacional | Copa nacional | Copa nacional | Competições continentais | Competições continentais | Outros torneios | Outros torneios | Total | Total |
| Equipe            | Temporada         | Jogos               | Gols                | Jogos         | Gols          | Jogos                    | Gols                     | Jogos           | Gols            | Jogos | Gols  |
| ----------------- | ----------------- | ------------------- | ------------------- | ------------- | ------------- | ------------------------ | ------------------------ | --------------- | --------------- | ----- | ----- |
| Wolfsburg         | 2016–17           | 2                   | 0                   | —             | —             | —                        | —                        | 1               | 0               | 3     | 0     |
| Wolfsburg         | 2017–18           | 12                  | 0                   | 1             | 0             | —                        | —                        | —               | —               | 13    | 0     |
| Wolfsburg         | Total             | 14                  | 0                   | 1             | 0             | —                        | —                        | 1               | 0               | 16    | 0     |
| Charleroi         | 2018–19           | 25                  | 12                  | 2             | 1             | —                        | —                        | 9               | 7               | 36    | 20    |
| Charleroi         | Total             | 25                  | 12                  | 2             | 1             | —                        | —                        | 9               | 7               | 36    | 20    |
| Lille             | 2019–20           | 27                  | 13                  | 6             | 3             | 5                        | 2                        | —               | —               | 38    | 18    |
| Lille             | Total             | 27                  | 13                  | 6             | 3             | 5                        | 2                        | —               | —               | 38    | 18    |
| Napoli            | 2020–21           | 24                  | 10                  | 3             | 0             | 3                        | 0                        | —               | —               | 30    | 10    |
| Napoli            | 2021–22           | 27                  | 14                  | —             | —             | 5                        | 4                        | —               | —               | 32    | 18    |
| Napoli            | 2022–23           | 32                  | 26                  | 1             | 0             | 6                        | 5                        | —               | —               | 39    | 31    |
| Napoli            | 2023–24           | 25                  | 15                  | 1             | 0             | 6                        | 2                        | —               | —               | 32    | 17    |
| Napoli            | Total             | 108                 | 65                  | 5             | 0             | 20                       | 11                       | —               | —               | 130   | 75    |
| Galatasaray       | 2024–25           | 0                   | 0                   | 0             | 0             | 0                        | 0                        | —               | —               | 0     | 0     |
| Galatasaray       | Total             | 0                   | 0                   | 0             | 0             | 0                        | 0                        | —               | —               | 0     | 0     |
| Total na carreira | Total na carreira | 174                 | 90                  | 14            | 4             | 25                       | 13                       | 10              | 7               | 220   | 113   |

## Títulos
Napoli
- Serie A: 2022–23

Galatasaray
- Süper Lig: 2024–25
- Copa da Turquia: 2024–25

Nigéria
- Copa do Mundo FIFA Sub-17: 2015

### Prêmios individuais
- Chuteira de Ouro da Copa do Mundo FIFA Sub-17: 2015
- Bola de Prata da Copa do Mundo FIFA Sub-17: 2015
- Jogador Jovem do Ano da CAF: 2015
- Jogador do Mês da Ligue 1: Setembro de 2019
- Jogador do Mês da Serie A: Março de 2022, Janeiro de 2023
- Gol do Mês da Serie A: Janeiro de 2023
- Melhor Jogador Jovem da Serie A: 2021–22
- Melhor Atacante da Serie A: 2022–23
- Time ideal Serie A: 2022–23[111]
- Futebolista Africano do Ano: 2023[112]

### Artilharias
- Campeonato Africano Sub-17 de 2015 (4 gols)
- Copa do Mundo FIFA Sub-17 de 2015 (10 gols)
- Campeonato Italiano de 2022–23 (26 gols)
- Copa da Turquia de 2024–25 (4 gols)
- Süper Lig de 2024–25 (26 gols)